# ایشقلو (ورزقان)
ایشقلو یکی از روستاهای استان آذربایجان شرقی است که در دهستان ازومدل جنوبی بخش مرکزی شهرستان ورزقان واقع شده‌است.ایشقلو از ۳ طایفه قوردلار،دیزج و امراهلی تشکیل شده است.درسال 91وپس از زلزله، این روستا به محل جدید خود نقل مکان کرد.